# Frank Glass
Frank Glass, dit Pud Glass, né le 10 février 1884 à Kirk's Ferry (Écosse) et mort le 2 mars 1965 à Morrisburg en Ontario (Canada), est un joueur professionnel écossais de hockey sur glace qui évolue au cours de sa carrière au poste d'attaquant ou de rover. Glass commence sa carrière senior en 1904 en jouant avec les Wanderers de Montréal qui évoluent dans la ligue fédérale de hockey amateur, avant de rejoindre l'Eastern Canada Amateur Hockey Association. En mars 1906, il remporte sa première Coupe Stanley. Entre 1906 et 1910, il en remporte finalement dix avec les Wanderers. Après une saison 1910-1911 décevante, il quitte son équipe historique pour signer avec les Canadiens de Montréal. Ce transfert fait énormément parler car, depuis 1909, ces derniers ont obtenu l'exclusivité du recrutement des joueurs francophones, à condition de ne pas recruter de joueurs anglophones. Ils décident néanmoins de recruter Glass en janvier 1912 ; il y joue alors une dernière saison avant de se retirer du hockey professionnel.

## Biographie
Frank Glass naît le 10 février 1884 en Écosse mais grandit au Canada dans le quartier de Pointe-Saint-Charles à Montréal. Il passe son enfance aux côtés d'Ernest Johnson. Il fait ses débuts en tant que joueur junior pour une équipe de Montréal de Saint-Laurent au sein de la Ligue de hockey junior de la cité de Montréal en 1901-1902. Il joue deux saisons avec Saint-Laurent avant de passer la saison 1903-1904 avec l'équipe de Pointe-Saint-Charles.
En 1904-1905, Glass rejoint sa première équipe senior, les Wanderers de Montréal qui évoluent dans la Ligue fédérale amateur de hockey. L'équipe remporte six de ses huit rencontres de la saison, le jeune Glass inscrivant 9 buts au cours du calendrier. En décembre 1905, une nouvelle ligue voit le jour, l'Eastern Canada Amateur Hockey Association dont les Wanderers font partie. Glass et son ami Johnson qui se sont engagés avec le Club de hockey de Montréal avant de changer d'avis pour continuer avec les Wanderers reçoivent une amende de 50 dollars pour Glass et de 25 dollars pour Johnson.

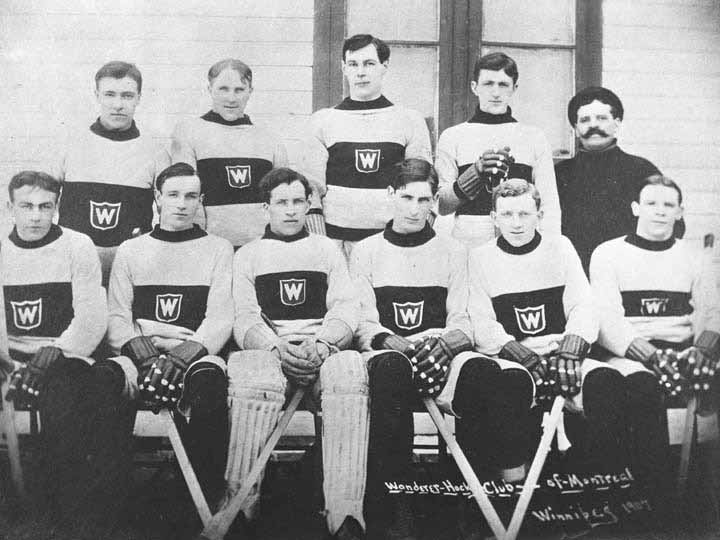
Les Wanderers de Montréal remportent la Coupe Stanley en mars 1907 à Winnipeg.
Glass est au premier rang assis tout à droite.

Chaque équipe joue dix rencontres au cours de cette saison 1906, les Wanderers finissant en tête à égalité avec le Club de hockey d'Ottawa. Les deux formations sont alors opposées lors d'une série de deux rencontres pour déterminer le champion. Les Wanderers s'imposent 9-1 lors de la première rencontre, dont 3 buts de Glass, avant d'être défaits 9-3 lors de la seconde. Avec un score cumulé de 12 à 10, les Wanderers décrochent malgré tout le championnat ainsi que la Coupe Stanley. Avant le début de la saison 1906-1907, le propriétaire des Wanderers, James Strachan, demande lors de la réunion annuelle de la ligue que les joueurs professionnels soient admis. Seule l'Association des athlètes amateurs de Montréal vote contre et la proposition est retenue à condition que le statut de chaque joueur soit publié dans la presse ; Glass signe alors son premier contrat professionnel. Il est alors le deuxième joueur le mieux payé de l'équipe derrière Hod Stuart. Entre décembre 1906 et mars 1907, les joueurs de Montréal jouent trois séries de défis contre d'autres équipes, remportant la première contre l'équipe de New Glasgow en décembre 1906. Ils sont défaits en janvier 1906 par la petite équipe amateur des Thistles de Kenora. Deux mois plus tard, la saison 1907 de l'ECAHA est finie et les Wanderers sont premiers avec 10 victoires en autant de rencontres. Ils ont ainsi l'opportunité de prendre leur revanche sur les joueurs de Kenora ; les deux rencontres ont lieu en mars sur une patinoire de Winnipeg et les Wanderers s'imposent 12 buts à 8 sur l'ensemble des deux matchs dont un but inscrit par Glass lors du second, une défaite 6-5.
En mars 1907, après la conquête de la Coupe Stanley, l'équipe des Wanderers voit le départ de Stuart, lassé de la violence quotidienne du hockey. Il se suicide fin juin en plongeant la tête la première dans la baie de Quinte. Afin de lever des fonds pour la famille que Stuart laisse démunie, l'ECAHA décide d'organiser un match de bienfaisance regroupant les vedettes de la ligue. Environ 3 800 spectateurs assistent au match du 2 janvier 1908 entre une sélection des meilleurs joueurs de l'ECAHA et l'équipe des Wanderers. Les Wanderers, étant habitués à jouer ensemble, battent l'équipe d'étoiles sur le score de 10-7, un des buts étant inscrit par Glass,.
Malgré la perte de Glass, les Wanderers continuent à dominer la ligue en remportant huit des dix matchs de la saison 1907-1908. En tant que champions en titre de la Coupe Stanley, les joueurs de Montréal doivent faire face à un premier défi lancé en janvier par les Victorias d'Ottawa de la Ligue fédérale amateur de hockey. Ils conservent leur titre en remportant les deux matchs 9-3, dont trois buts de Glass, et 13-1, avec un nouveau but de l'Écossais. Deux mois plus tard, ils sont une nouvelle fois victorieux, cette fois contre les Maple Leafs de Winnipeg sur un score cumulé de 20 à 8 et un but pour Glass. Le défi suivant a lieu le 14 mars, deux jours après la précédente victoire et Montréal bat 6-4 le Club de hockey professionnel de Toronto de l'Ontario Professional Hockey League, équipe dans laquelle évoluent des joueurs comme Bruce Ridpath ou encore Édouard Lalonde,.
La rivalité entre Ottawa et Montréal est de retour lors de la saison 1909, les joueurs d'Ottawa finissant à la première place avec une victoire de plus au classement général, ceci malgré les 18 buts de Glass. Avant de perdre la Coupe Stanley à la suite de cette deuxième place au classement de la saison, les Wanderers résistent fin décembre 1908 à un nouveau défi contre le Club de hockey d'Edmonton en Alberta avec un score cumulé de 13 à 10. La première rencontre se solde sur une victoire 7-3 des joueurs de Montréal, cinq buts étant inscrits par Harry Smith et les deux derniers par Glass. Le second match tourne à l'avantage d'Edmonton 7-6 avec une nouvelle fois deux buts de Glass.
Au cours de l'été 1909, les Wanderers sont achetés par Patrick J. Doran qui souhaite que sa nouvelle acquisition joue dans l'Aréna Jubilée, dont il est le propriétaire, plutôt qu'à l'Aréna de Montréal. En réaction, les propriétaires des autres équipes décident de quitter l'ECHA pour former l'Association canadienne de hockey sans Doran. Dans le même temps, Jimmy Gardner, représentant de Doran, et John Ambrose O'Brien se rencontrent à Montréal au moment de la création de l'ACH et ils forment une ligue concurrente : l'Association nationale de hockey. Les Wanderers de Doran finissent en tête de la saison inaugurale de l'ANH avec onze victoires et une seule défaite en douze rencontres. Ils remportent alors le tout nouveau trophée de la ligue, le Trophée O'Brien, et sont également récompensés par la Coupe Stanley. Le 12 mars, les Dutchmen de Berlin lancent un défi aux Wanderers mais s'inclinent sur le score de 7-3.
Pour la saison 1910-1911 de l'ANH, il est décidé de diviser le temps de jeu en trois périodes de vingt minutes, les équipes ayant le droit de faire des changements au cours des deux premières. La saison est plus compliquée pour les Wanderers qui se classent quatrièmes sur cinq avec sept victoires contre neuf défaites. Avec 17 buts, Glass est le dixième buteur du circuit qui est mené par Marty Walsh d'Ottawa, auteur de 35 réalisations. À la suite de cette saison décevante pour les Wanderers, Glass change de club au sein d'un transfert qui fait beaucoup parler de lui. En effet, depuis 1909, les Canadiens de Montréal ont obtenu l'exclusivité des joueurs francophones à condition de ne pas recruter des joueurs anglophones mais ils décident tout de même de recruter Glass en janvier 1912. Les autres équipes crient au scandale et Ottawa va même jusqu'à porter plainte auprès de l'ANH, plus par provocation que par conviction profonde. L'ANH se montre conciliante et valide le transfert et Glass joue ainsi sa dernière saison professionnelle avec les Canadiens. Il compte sept buts en 16 rencontres alors que son équipe est classée dernière de l'ANH puis met fin à sa carrière professionnelle.
Glass meurt le 2 mars 1965.
Durant sa carrière, il évolue au poste de rover quand le hockey sur glace se joue encore à sept contre sept, de centre ou d'ailier gauche.

## Statistiques
| Saison    | Équipe                    | Ligue |                            | Saison régulière           | Saison régulière           | Saison régulière           | Saison régulière           | Saison régulière           |                            | Séries éliminatoires       | Séries éliminatoires       | Séries éliminatoires       | Séries éliminatoires | Séries éliminatoires |
| Saison    | Équipe                    | Ligue | PJ                         | B                          | A                          | Pts                        | Pun                        | PJ                         | B                          | A                          | Pts                        | Pun                        |                      |                      |
| 1901-1902 | Saint-Laurent de Montréal | LHJCM | Statistiques indisponibles | Statistiques indisponibles | Statistiques indisponibles | Statistiques indisponibles | Statistiques indisponibles | Statistiques indisponibles | Statistiques indisponibles | Statistiques indisponibles | Statistiques indisponibles | Statistiques indisponibles |                      |                      |
| 1902-1903 | Saint-Laurent de Montréal | LHJCM | Statistiques indisponibles | Statistiques indisponibles | Statistiques indisponibles | Statistiques indisponibles | Statistiques indisponibles | Statistiques indisponibles | Statistiques indisponibles | Statistiques indisponibles | Statistiques indisponibles | Statistiques indisponibles |                      |                      |
| 1903-1904 | Saint-Charles de Montréal | LHJCM | Statistiques indisponibles | Statistiques indisponibles | Statistiques indisponibles | Statistiques indisponibles | Statistiques indisponibles | Statistiques indisponibles | Statistiques indisponibles | Statistiques indisponibles | Statistiques indisponibles | Statistiques indisponibles |                      |                      |
| 1904-1905 | Wanderers de Montréal     | LFAH  | 6                          | 9                          | -                          | -                          | 6                          | -                          | -                          | -                          | -                          | -                          |                      |                      |
| 1906      | Wanderers de Montréal     | ECAHA | 10                         | 10                         | -                          | -                          | 12                         | 2                          | 3                          | -                          | -                          | 6                          |                      |                      |
| 1907      | Wanderers de Montréal     | ECAHA | 10                         | 14                         | -                          | -                          | 11                         | 6                          | 8                          | -                          | -                          | 21                         |                      |                      |
| 1907-1908 | Wanderers de Montréal     | ECAHA | 9                          | 3                          | -                          | -                          | 23                         | 5                          | 6                          | -                          | -                          | 13                         |                      |                      |
| 1909      | Wanderers de Montréal     | ECHA  | 12                         | 18                         | -                          | -                          | 29                         | 2                          | 5                          | -                          | -                          | 11                         |                      |                      |
| 1910      | Wanderers de Montréal     | ANH   | 12                         | 15                         | -                          | -                          | 38                         | 1                          | 0                          | -                          | -                          | 0                          |                      |                      |
| 1910-1911 | Wanderers de Montréal     | ANH   | 16                         | 17                         | -                          | -                          | 31                         | -                          | -                          | -                          | -                          | -                          |                      |                      |
| 1911-1912 | Canadiens de Montréal     | ANH   | 16                         | 7                          | -                          | -                          | -                          | -                          | -                          | -                          | -                          | -                          |                      |                      |

## Victoires en Coupe Stanley
- Mars 1906 : victoire 12-10 (9-1 et 3-9) contre le Club de hockey d'Ottawa en finale de l'ECAHA
- Décembre 1906 : victoire 17-5 (10-3 et 7-2) contre New Glasgow lors d'un défi
- Mars 1907 : victoire 12-8 (7-2 et 5-6) contre Kenora lors d'un défi
- Janvier 1908 : victoire 22-4 (9-3 et 13-1) contre les Victorias d'Ottawa lors d'un défi
- Mars 1908 : vainqueur de la Coupe Stanley en tant que champion de l'ECAHA
- Mars 1908 : victoire 20-8 (11-5 et 9-3) contre Winnipeg lors d'un défi
- Mars 1908 : victoire 6-4 contre le Club de hockey professionnel de Toronto lors d'un défi
- Décembre 1908 : victoire 13-10 (7-3 et 6-7) contre Edmonton lors d'un défi
- 1910 : vainqueur de la Coupe Stanley en tant que champion de l'ANH
- Mars 1910 : victoire 7-3 contre Berlin lors d'un défi